# Seznam postav Fantastických zvířat
Toto je seznam postav ze světa franšízy Fantastická zvířata.

## Uvedeni vefilmu Fantastická zvířata a kde je najít

### Mlok Scamander
Mlok Scamander je introvertní britský čaroděj a magizoolog. Ve filmu Fantastická zvířata a kde je najít Mlok přijíždí do New Yorku, kde se setkává s mudlou Jakubem Kowalskim, degradovanou bystrozorkou Porpentinou "Tinou" Goldsteinovou a Tininou sestrou vnitrozpytkou Queenie Goldsteinovou. Mlok spolu s trojicí se snaží shromáždit uprchlá magická zvířata . Po útoku obscura  Mlok zabrání tomu, aby americká mudlovská komunita (lidi známi jako nečaři) odhalila kouzelnický svět prostřednictvím lektvaru na zapomenutí, který jeho bouřlivý pták Frank rozpráší formou deště.
Ve filmu Fantastická zvířata: Grindelwaldovy zločiny  se Mlok s Jakubem  dostanou ilegálním přenášedlem do Paříže za účelem vystopování a záchrany Credence Holkosta, zodpovědného za útok v New Yorku ve formě obscura. Mlok se setká s dalším problémem, když se mu Tina, kterou začal milovat, vyhýbá, protože si myslí, že je zasnoubený. Mlok však nedorozumění vyřeší a usmíří se s Tinou. Po ničivém shromáždění Grindelwaldových stoupenců, během kterého se Credence a Queenie připojí k temnému čaroději Gellertu Grindelwaldovi, se Mlok rozhodne zapojit do boje proti Grindelwaldovi.
Mlok se znovu objevuje ve filmu Fantastická zvířata: Brumbálova tajemství. Spolu se svým bývalým profesorem Albusem Brumbálem překazí Mlok a jeho tým Grindelwaldovy plány na ovládnutí světa a zabrání se mu stát ministrem kouzel. Queenie si uvědomí svou chybu a vrátí se na stranu dobra a vezme si  Jacoba. Mlok se zúčastní svatby jako Jacobův svědek spolu s Tinou jako hlavní družičkou její sestry.
V určitém okamžiku po skončení globální kouzelnické války se Mlok a Tina vezmou a jejich vnuk Rolf se ožení s Lenkou Láskorádovou. Mlok je autorem knihy Fantastická zvířata a kde je najít, té samé knihy, kterou Harry Potter a jeho spolužáci používají jako učebnici.
V celé filmové sérii je Mlok Scamander ztvárněn hercem Eddie Redmaynem.  V Grindelwaldových zločinech mladého Mloka Scamandera ztvárnil Joshua Shea.

### Tina Goldsteinová
Porpentina Esther "Tina" Goldstein (hraje ji Katherine Waterstonová) je praktická čarodějnice, která stojí nohama pevně na zemi. Bývala bystrozorkou zaměstnanou v MACUSA. Je příbuzná Anthonyho Goldsteina.

### Jakub Kowalski
Jacob Kowalski (hraje ho Dan Fogler) je přívětivý dělník, který pracuje v nečarské fabrice na konzervy a chce si otevřít pekárnu. Ve filmu Fantastická zvířata a kde je najít se setká s Mlokem, Tinou a Queenie, do které se rychle zamiluje. Na konci filmu jsou jeho vzpomínky na události vymazány. Nicméně, v Grindelwaldových zločinech, se ukáže, že nadobyl své vzpomínky na Queenie a ostatní zpátky. V tomto dílu, ho Queenie opustí a připojí se ke Grindelwaldovi, který jí dá naději na svatbu s Jakubem.
V Tajemství Brumbála Lally Hicksová zrekrutuje Jakuba, aby se připojil k hnutí proti Grindelwaldovi, a daruje mu kouzelnou hůlku. Pomáhá Mlokovi, Lally, Theseusovi, Yusufovi Kamovi a Brumbálovi zabránit Grindelwaldovi ve vyhrání voleb na Nejvyššího Mugwumpa. Grindelwald to plánuje udělat podvodným způsobem. Na konci filmu se Queenie k němu vrátí a vezmou se v jeho pekárně v New Yorku.

### Queenie Goldsteinová
Queenie Goldstein (Alison Sudol) je Tinina mladší sestra a spolubydlící a zručná vnitrozpytka. Setkává se s Jakubem v New Yorku během událostí ve filmu Fantastická zvířata a kde je najít a beznadějně se do něho zamiluje, ale kvůli zákazu manželství mezi čaroději a nečary vydaným organizací MACUSA, si ho vzít nemůže. Queenie se připájí ke Grindelwaldovi ve filmu Los crímenes de Grindelwald, když se mine s Jakubem, který jí přišel hlledat do Paríže a Grindelwald ji mezitím stihne přislíbit nový světový řád, ve kterém si bude moci vzít Jakuba. V Tajemství Brumbála je Queenie stále více rozčarovaná z Grindelwalda a na konci filmu ho opouští a provdává se za Jakuba v jeho pekárně v New Yorku.

### Mary Lou
Mary Lou (Samantha Mortonová) je úzkoprsá nečarka a matka Credence a Chastity.

### Credence Holkost
Credence Holkost (hraje ho Ezra Miller) je obskuriál a problémový adoptivní syn Mary Lou. Tato postava působí velmi citlivě a utrápeně. S Newtem Scamanderem se potkává v New Yorku. Credence, v podobě Obscura zabíjí senátora Henryho Shawa mladšího a svoji adoptivní matku. Stihne to předtím než je zneškodněn bystrozory MACUSA. Percival Graves si na počátku mylně myslí, že Obscurus obývá jeho adoptivní sestru Modesty,
V Grindelwaldových zločinech cestuje Credence do Paříže a hledá svou pravou identitu. Mlok Scamander je pověřen Albusem Brumbálem, aby Credence našel a ochránil ho před Grindelwaldem, který  ho chce využít ve svém boji o moc. Credence se zpočátku domnívá, že je synem Lestrangeovy rodiny, ale Leta vysvětluje proč to není možné. Na Nurmengardském hradě Grindelwald řekne Credencovi, že jeho skutečné jméno je Aurelius Brumbál a že jeho bratr (Albus Brumbál) se ho bude snažit zničit.
Ve filmu Fantastická zvířata: Brumbálova tajemství, v roce 1932, pět let po událostech z posledního filmu, Grindelwald posílá Credence do Číny ukořistit dítě Čilina. Později se Credence  v rozhovoru s Queenie Goldsteinovou dozví, že ji Grindelwald pravidelně žádá, aby ho špehovala a hlásila mu jeho myšlenky, ale taky mu prozradí, že Grindelwaldovi neříká všechno. Hned po rozhovoru Credence vidí na zrcadle nápis: "Odpusť mi" a okamžitě ho smaže. Toto znamená, že Credence komunikuje pomocí magických zpráv, napsaných na zrcadlech, s někým  zvenčí. Credence je přesvědčen, že ho Brumbálové opustili a Grindelwald v něm tento pocit opuštěnosti jenom upevňuje, přesvědčený, že takto Credence ovládá. Později Albus Brumbál nakrátko zahlédne jednu ze zpráv Credence  na barovém zrcadle. Zpráva je adresovaná jeho bratru Aberforthovi. V Berlínských ulicích Credence útočí na  Albuse. Albus však konfrontaci předvídal a předem je přehodí do zrcadlové dimenze, aby tak ochránil svět mudlů. Credence tvrdí, že je Albusovým bratrem, a že se jmenuje Aurelius. Začnou se prát, ale Credence je brzy vyčerpán, vinou obscura. Albus spatří Credenceova fénixe a konečně odhaluje pravou identitu mladého muže, skutečně je z rodu Brumbálů. Je dojat jeho utrpením a osamělostí a sděluje mu, že Grindelwald cíleně rozdmýchal jeho nenávist, a že ho Brumbálova rodina  nikdy neodmítla, protože až dosud neznali pravdu. Poté se Credence vrací na Nurmengard. V suterénu hradu uvidí svého pána jak oživuje Čilina, kterého předtím zabil, na což mu Grindelwald šťavnatě vynadá, protože přehlédnul dvojče Čilina. Grindelwald se dověděl o dvojčeti jenom před chvílí, když ho zahlédl na hladině bazénu vzkříšení. Jednoho večera Credence pošle Aberforthovi novou zprávu, ve které mu sděluje, že se chce "vrátit se domů". Albus vyvolá hádku se svým bratrem ohledně Credence. Ukáže se, že mladý muž je ve skutečnosti Albusův synovec a Aberforthův syn. Poté Credence odjíždí do Bhútánu, aby se zúčastnil příštích konfederačních voleb. Grindelwald zmanipuluje vzkříšeného Čilina, aby se mu uklonil a tím zmanipuluje i volby. Nicméně, mladík s pomocí Mloka Scamandera a Bunty zveřejní Grindelwaldovy lži. Gellert se pokusí zabít Credence, ale mladého muže zachrání bratři Brumbálové. Mladý muž se konečně setkává se svým otcem a vrací se i se svým fénixem domů do Prasinek.

### Henry Shaw Sr.
Henry Shaw Sr. (hraje ho Jon Voight) je majitelem novin a je to otec Henryho Shawa Jr. a Langdona Shawa. Henry Shaw Jr. je americký senátor. 

### Seraphina Picqueryová
Seraphina Picquery (hraje jí Carmen Ejogová). Je prezidentkou MACUSA.

### Modesty Barebonová
Modesty Barebonová (hraje jí Faith Wood-Blagrovová) je ustaraná mladá dívka, která je nejmladší z adoptovaných dětí Mary Lou.

### Langdon Shaw
Langdon Shaw (hraje ho Ronan Raftery) je nejmladší ze synů Henryho Shawa Sr. a začíná věřit v magii.

### Henry Shaw Jr.
Henry Shaw Jr. (hraje ho Josh Cowdery) je starší ze synů Henryho Shawa Sr.

### Abernathy
Abernathy (hraje ho Kevin Guthrie) je Grindelwaldův přívrženec a supervizor Tiny a Queenie v organizaci MACUSA.

### Chastity Barebonová
Chastity Barebonová (hraje ji Jenn Murray) je střední adoptované dítě Mary Lou.

### Gellert Grindelwald
Gellert Grindelwald (hraje ho Johnny Depp a Mads Mikkelsen;  jako převlečený Colin Farrell  a Jamie   Bower jako dospívající) je nechvalně známý, mocný a temný čaroděj, který po celém světě způsobil masové násilí, teror a chaos a snažil se zavést nový světový řád založený na jeho silné víře v kouzelnickou nadřazenost. Jako dospívající byli s Brumbálem milenci.

### Leta Lestrangeová
Leta Lestrange (hraje jí Zoë Kravitzová, Thea Lambová jako dospívající a Tuby Wooldenfenová jako dítě) je emocionálně poškozená a zmatená mladá žena, která má stále určitý vliv na Mloka, který kdysi byl a možná ještě stále je do ní zamilovaný.

## Fantastická zvířata: Grindelwaldovy zločiny– nové postavy

### Theseus Scamander
Theseus Scamander (hraje ho Callum Turner) je starší bratr Mloka Scamandera a pracuje v Kanceláři bystrozorů na ministerstvu kouzel.

### Nagini
Nagini (hraje jí Claudia Kimová) je hlavní atrakcí kouzelnického cirkusu a představení hříček přírody s názvem Circus Arcanus a Maledictus, je prokletá, co způsobí, že nakonec se natrvalo promění v hada.

### Yusuf Kama
Yusuf Kama (hraje William Nadylam a Isaac Domingos jako dítě) je francouzsko-senegalský čaroděj.

### Nicholas Flamel
Nicholas Flamel (hraje ho Brontis Jodorowsky) je francouzský čaroděj a alchymista, který vytvořil kámen mudrců.

### Albus Brumbál
Albus Brumbál (hraje ho Jude Law a Toby Regbo jako dospívajícího) je velice vlivný a mocný čaroděj v britské kouzelnické komunitě, známý na Britském ministerstvu kouzel a v celém širším kouzelnickém světě pro svou akademickou brilantnost.

### Bunty
Bunty (hraje jí Victoria Yeatesová) je asistentkou Mloka Scamandera.

### Vinda Rosierová
Vinda Rosierová (hraje jí Poppy Corby-Tuechová) je Grindelwaldova věrná pravá ruka a přebornice na nitrobranu.

### Minerva McGonagallová
Minerva McGonagallová (hraje ji Fiona Glascottová) je učitelkou v Bradavicích a kolegyně Albuse Brumbála.

### Carrow
Carrow (hraje ji Maja Bloomová) je na straně Grindelwalda

### Mustafa Kama
Mustafa Kama (Hugh Quarshie) je manžel Laureny Kamové a otec Yusufa Kama

### Torquill Travers
Torquill Travers (hraje ho Derek Ridell) je vedoucím oddělení kontroly kouzenického práva.

### Lally Hicksová
Lally Hicksová (hraje ji Jessica Williamsová) je uznávanou učitelkou na Ilvermornské Škole Kouzel.

## Fantastická zvířata: Brumbálova tajemství– nové postavy

### Aberforth Brumbál
Aberforth Brumbál (hráje ho Richard Coyle) je mladší bratr Albuse Brumbála a majitel hostince u Prasečí hlavy (v originále bar of the Hog's Head).

### Anton Vogel
Anton Vogel (hraje ho Oliver Masucci) je současný nejvyšší ministr Mezinárodní konfederace kouzelníků (ICW) a německý ministr kouzel.

### Vicência Santosová
Vicência Santosová (hraje ji Maria Fernanda Cândido) je ministryně kouzel pro Brazílii a kandiduje na místo nejvyššího ministra ICW.

### Liu Tao
Liu Tao (hraje ho Dave Wong) je ministrem kouzel pro Čínu a kandiduje na místo nejvyššího ministra ICW.

### Henrietta Fischerová
Henrietta Fischer (hraje ji Valerie Pachner) je čarodějnice, která pracuje pro německé ministerstvo kouzel.

### Zabini
Zabini (hraje ho Paul Low-Hang) je přívržencem Grindelwalda

### Helmut
Helmut (hraje ho Aleksandr Kuznetsov) je bystrozorem  německého ministerstva a přívržencem Grindelwalda.